# Pyhäjoki (řeka v provincii Severní Pohjanmaa)
Pyhäjoki je řeka ve střední části Finska (provincie Severní Pohjanmaa). Je 166 km dlouhá. Povodí má rozlohu 3750 km².

## Průběh toku
Řeka odtéká z jezera Pyhäjärvi. V jejím korytě se nachází mnoho peřejí. Ústí do Botnického zálivu Baltského moře.

## Vodní stav
Zdroj vody je převážně sněhový. Průměrný průtok činí přibližně 30 m³/s. Maxima dosahuje na přelomu jara a léta. Zamrzá od listopadu do března.

## Využití
Řeka je splavná.